# Seznam dílů seriálu Myšlenky zločince: Chování podezřelých
Toto je seznam dílů seriálu Myšlenky zločince: Chování podezřelých.

## Přehled řad
| Řada | Díly | Premiéra v USA | Premiéra v USA  | Premiéra v ČR | Premiéra v ČR |
| Řada | Díly | První díl      | Poslední díl    | První díl     | Poslední díl  |
| ---- | ---- | -------------- | --------------- | ------------- | ------------- |
| 1    | 13   | 16. února 2011 | 25. května 2011 | vysíláno      | vysíláno      |

## Seznam dílů

### První řada (2011)
| Č. v seriálu | Původní název             | Český název    | Režie                | Scénář                     | Premiéra v USA  | Premiéra v ČR |
| ------------ | ------------------------- | -------------- | -------------------- | -------------------------- | --------------- | ------------- |
| 1            | Two of a Kind             | Živá panenka   | John Terlesky        | Rob Fresco                 | 16. února 2011  | vysíláno      |
| 2            | Lonely Heart              | Osamělé srdce  | Michael Watkins      | Shintaro Shimosawa         | 23. února 2011  | vysíláno      |
| 3            | See No Evil               | Nevidět zlo    | Rob Spera            | Barry Schindel             | 2. března 2011  | vysíláno      |
| 4            | One Shot Kill             | Sniper         | Terry McDonough      | Rob Fresco                 | 9. března 2011  | vysíláno      |
| 5            | Here Is the Fire          | Hle, oheň      | Andrew Bernstein     | Chris Mundy a Ian Goldberg | 16. března 2011 | vysíláno      |
| 6            | Devotion                  | Oddanost       | Stephen Cragg        | Shintaro Shimosawa         | 23. března 2011 | vysíláno      |
| 7            | Jane                      | Jane           | Rob Hardy            | Glen Mazzara               | 30. března 2011 | vysíláno      |
| 8            | Night Hawks               | Temné geny     | Dwight Little        | Ian Goldberg               | 6. dubna 2011   | vysíláno      |
| 9            | Smother                   | Matka a syn    | Phil Abraham         | Joy Blake a Melissa Blake  | 13. dubna 2011  | vysíláno      |
| 10           | The Time Is Now           | Nastal čas     | Tim Matheson         | Joy Blake a Melissa Blake  | 4. května 2011  | vysíláno      |
| 11           | Strays                    | Ztracené dívky | Anna J. Foerster     | Chris Mundy a Glen Mazzara | 11. května 2011 | vysíláno      |
| 12           | The Girl in the Blue Mask | Dívka v modrém | Félix Alcalá         | Mark Richard               | 18. května 2011 | vysíláno      |
| 13           | Death by a Thousand Cuts  | Život za život | Edward Allen Bernero | Ian Goldberg               | 25. května 2011 | vysíláno      |